# Liste der Bodendenkmäler in Langenzenn
Auf dieser Seite sind die Bodendenkmäler in der mittelfränkischen Stadt Langenzenn zusammengestellt. Diese Tabelle ist eine Teilliste der Liste der Bodendenkmäler in Bayern. Grundlage ist die Bayerische Denkmalliste, die auf Basis des Bayerischen Denkmalschutzgesetzes vom 1. Oktober 1973 erstmals erstellt wurde und seither durch das Bayerische Landesamt für Denkmalpflege geführt wird. Die folgenden Angaben ersetzen nicht die rechtsverbindliche Auskunft der Denkmalschutzbehörde.

## Bodendenkmäler der Gemeinde Langenzenn

### Bodendenkmäler in der Gemarkung Horbach
| Lage               | Objekt                      | Akten-Nr.     | Bild |
| ------------------ | --------------------------- | ------------- | ---- |
| Horbach (Standort) | Burgstall des Mittelalters. | D-5-6531-0051 |      |

### Bodendenkmäler in der Gemarkung Keidenzell
| Lage                  | Objekt                                                                     | Akten-Nr.     | Bild |
| --------------------- | -------------------------------------------------------------------------- | ------------- | ---- |
| Keidenzell (Standort) | Abschnittsbefestigung des frühen Mittelalters.                             | D-5-6530-0051 |      |
| Keidenzell (Standort) | Bestattungsplatz mit Grabhügel vorgeschichtlicher Zeitstellung.            | D-5-6530-0053 |      |
| Keidenzell (Standort) | Freilandstation des Mesolithikums.                                         | D-5-6530-0054 |      |
| Keidenzell (Standort) | Freilandstation des Mesolithikums.                                         | D-5-6530-0055 |      |
| Keidenzell (Standort) | Freilandstation des späten Paläolithikums sowie des Mesolithikums.         | D-5-6530-0056 |      |
| Keidenzell (Standort) | Freilandstation des Mesolithikums.                                         | D-5-6530-0057 |      |
| Keidenzell (Standort) | Bestattungsplatz vor- und frühgeschichtlicher Zeitstellung mit Grabhügeln. | D-5-6530-0061 |      |
| Keidenzell (Standort) | Wüstung des Mittelalters.                                                  | D-5-6530-0114 |      |

### Bodendenkmäler in der Gemarkung Kirchfembach
| Lage                    | Objekt | Akten-Nr.     | Bild |
| ----------------------- | --- | ------------- | ---- |
| Kirchfembach (Standort) | Untertägige mittelalterliche und frühneuzeitliche Befunde im Bereich der Evangelisch-Lutherischen Kirche St. Veit in Kirchfembach mit umfriedetem Kirchhof. | D-5-6430-0059 |      |

### Bodendenkmäler in der Gemarkung Langenzenn
| Lage                  | Objekt | Akten-Nr.     | Bild |
| --------------------- | --- | ------------- | ---- |
| Langenzenn (Standort) | Bestattungsplatz vorgeschichtlicher Zeitstellung mit Grabhügeln der späten Hallstattzeit.                                                                                        | D-5-6430-0047 |      |
| Langenzenn (Standort) | Bestattungsplatz mit Grabhügeln vorgeschichtlicher Zeitstellung. | D-5-6430-0048 |      |
| Langenzenn (Standort) | Turmhügel des Mittelalters. | D-5-6530-0032 |      |
| Langenzenn (Standort) | Archäologische Befunde des Mittelalters und der frühen Neuzeit im Bereich der Evangelisch-Lutherischen Pfarrkirche und ihrer Vorgängerbauten in Langenzenn.                      | D-5-6530-0105 |      |
| Langenzenn (Standort) | Mittelalterliche und frühneuzeitliche Befunde im Bereich des ehemaligen Augustiner-Chorherren-Klosters in Langenzenn.                                                            | D-5-6530-0106 |      |
| Langenzenn (Standort) | Archäologische Befunde im Bereich der frühneuzeitlichen Evangelisch-Lutherischen Friedhofskirche und ihrer Vorgängerbauten von Langenzenn sowie Friedhof mit Körperbestattungen. | D-5-6530-0107 |      |
| Langenzenn (Standort) | Untertägige Teile der spätmittelalterlichen Stadtbefestigung von Langenzenn. | D-5-6530-0108 |      |
| Langenzenn (Standort) | Mittelalterliche und frühneuzeitliche Befunde im Bereich der Altstadt von Langenzenn.                                                                                            | D-5-6530-0109 |      |

### Bodendenkmäler in der Gemarkung Laubendorf
| Lage                  | Objekt | Akten-Nr.     | Bild |
| --------------------- | --- | ------------- | ---- |
| Laubendorf (Standort) | Bestattungsplatz mit Grabhügeln vorgeschichtlicher Zeitstellung.                                                           | D-5-6430-0051 |      |
| Laubendorf (Standort) | Bestattungsplatz mit Grabhügeln vorgeschichtlicher Zeitstellung.                                                           | D-5-6430-0052 |      |
| Laubendorf (Standort) | Freilandstation des Mesolithikums, Siedlung vorgeschichtlicher Zeitstellung.                                               | D-5-6430-0053 |      |
| Laubendorf (Standort) | Untertägige mittelalterliche und frühneuzeitliche Befunde im Bereich des abgegangenen Schlosses Castenburg.                | D-5-6530-0062 |      |
| Laubendorf (Standort) | Bestattungsplatz mit Grabhügel vorgeschichtlicher Zeitstellung.                                                            | D-5-6530-0063 |      |
| Laubendorf (Standort) | Bestattungsplatz mit Grabhügeln vorgeschichtlicher Zeitstellung.                                                           | D-5-6530-0090 |      |
| Laubendorf (Standort) | Bestattungsplatz mit Grabhügeln vorgeschichtlicher Zeitstellung.                                                           | D-5-6530-0119 |      |
| Laubendorf (Standort) | Mittelalterliche und frühneuzeitliche Befunde im Bereich der Evangelisch-Lutherischen Pfarrkirche St. Georg in Laubendorf. | D-5-6530-0120 |      |